# Jean-Baptiste Fouque
Jean-Baptiste Fouque (19 de setembro de 1851 - 5 de dezembro de 1926) foi um padre católico romano francês. Ele cuidou dos pobres durante seu tempo como pároco em Marselha e se destacou por seu desejo de criar um hospital grande e gratuito para eles. Ele conseguiu isso em 1921 e cuidou de idosos e enfermos no hospital. Fouque também era conhecido por seu ministério aos deslocados durante a Primeira Guerra Mundial e por seu compromisso com a evangelização.
Sua causa de beatificação foi iniciada em 2002 e ele foi intitulado Servo de Deus. O Papa Francisco nomeou-o Venerável em 21 de dezembro de 2016 e mais tarde confirmou a sua beatificação; foi celebrado em Marselha em 30 de setembro de 2018.

## Vida
Jean-Baptiste Fouque nasceu em 19 de setembro de 1851 em Marselha, filho de Louis Fouque (08.09.1822 - ???) e Adèle Anne Remuzat (08.06.1829-? ? ? ) Seus pais se casaram em 29 de outubro de 1850 e eram devotos em sua fé.
Ele estudou na escola que Joseph-Marie Timon-David havia aberto; David e Jean-Joseph Allemand provaram ser os mestres espirituais de Fouque durante sua educação e também influenciaram seu desejo de entrar no sacerdócio. Timon-David ajudou Fouque a discernir seu chamado ao sacerdócio que Fouque sentia desde o início de sua adolescência. Este acontecimento - a sua ordenação - teve lugar em Marselha a 10 de Junho de 1876. Sua primeira designação após a ordenação foi servir como pároco em Auriol (12.1877-07.1885) na paróquia de Sainte-Marguerite e depois em La Major (1885-88). Sua designação final foi servir na paróquia de Sainte Trinité de 15 de abril de 1888 até sua morte, três décadas depois.
Fouque inaugurou a casa "Le Sainte Famille" para meninas, que posteriormente confiou às freiras da ordem de Apresentação de Tours. Em dezembro de 1891, o vigário geral arquidiocesano pediu a Fouque que cuidasse dos abandonados e dos órfãos. Ele se dedicou a esse trabalho e criou um desses lugares, que foi transferido para um novo local em 1894 e confiado às freiras. Ele se comprometeu a estabelecer este lugar após uma missa que celebrou em 3 de outubro de 1892 em Notre-Dame-de-la-Garde.
Em 1903 ajudou a estabelecer uma casa para meninas e também uma casa para empregadas domésticas pobres , ambas em Marselha. Em 1903, ele também reabriu o antigo internato das Damas da Doutrina Cristã, enquanto em 1905 - em um antigo convento - criou "L'oeuvre de Salette" para idosos e enfermos. Mais tarde Fouque fundou "Le travail de l'enfance" em 27 de novembro de 1913 em Saint-Tronc, que mais tarde confiou à direção de um grupo de sacerdotes.
Entre 1914 e 1918 - com a eclosão da Primeira Guerra Mundial - ele atendeu os povos feridos e deslocados. Ele não tinha recursos financeiros após a guerra, mas decidiu apelar aos médicos para cuidar dos pobres que tinham pouco dinheiro para solicitar seus serviços. Alguns médicos concordaram enquanto Fouque decidia fazer algo que garantisse um melhor tratamento aos pobres. Ele pediu a industriais e comerciantes que ajudassem a financiar esse empreendimento que se tornou a base de sua ideia em 1919 de criar um grande e gratuito hospital para os pobres em Marselha.  As pessoas se uniram a ele neste projeto e ofereceram ajuda financeira que resultou na inauguração do Hospital Saint John em 20 de março de 1921 por Fouque.
Fouque morreu em 5 de dezembro de 1926 no Hospital Saint John. As pessoas o reverenciavam como um santo e até se referiam a Fouque como o "São Vicente de Paulo de Marselha". Seus restos mortais foram posteriormente transferidos para a capela de São José em seu antigo hospital em 29 de abril de 1993.

## Beatificação
O processo de beatificação de Fouque começou sob o Papa João Paulo II em 6 de julho de 2002, depois que a Congregação para as Causas dos Santos emitiu o edito oficial " nihil obstat " (sem objeções à causa) e intitulou Fouque como um Servo de Deus. O cardeal arcebispo de Marselha, Bernard Panafieu, inaugurou a investigação diocesana sobre a vida e a obra de Fouque em 7 de dezembro de 2002 e a encerrou poucos meses depois, em 15 de março de 2003. A CCS validou esta investigação duas vezes em Roma, em 4 de julho de 2004 e em 9 de novembro de 2007.
A postulação (os que lideram a causa) compilou e submeteu o dossiê Positio a CCS para avaliação em 2012. Os teólogos que assessoram a CCS avaliaram o dossiê e aprovaram a causa em 3 de março de 2016, enquanto os próprios cardeais e bispos que compõem o CCS aprovaram a causa em 13 de dezembro. Fouque foi intitulado Venerável uma semana depois, em 21 de dezembro, depois que o Papa Francisco confirmou que Fouque viveu uma vida modelo de virtude heróica.
A beatificação de Fouque dependia de um milagre (muitas vezes uma ciência de cura e a medicina não conseguem explicar) recebendo o reconhecimento papal. Um desses casos foi descoberto e investigado na diocese francesa de onde se originou antes de a CCS validar essa investigação posteriormente em Roma, em 1 de fevereiro de 2013. Os especialistas médicos confirmaram que a cura não tinha explicação científica, enquanto os teólogos consultados determinaram que o milagre veio como resultado da intercessão de Fouque. Os membros cardeais e bispos da CCS posteriormente confirmaram essas conclusões em sua reunião em 5 de dezembro de 2017. O Papa Francisco deu o reconhecimento papal por esse milagre mais de uma semana depois, em 18 de dezembro, em uma ação que confirmou que Fouque seria beatificado em breve.
A beatificação ocorreu em 30 de setembro de 2018 em Marselha.
O atual postulador desta causa é o padre premonstratense Bernard Ardura.